# 真継不二夫
真継 不二夫（まつぎ ふじお、本名・藤三郎: 1903年9月10日-1984年6月11日）とは、日本の写真家。人物写真、報道写真、風景写真からヌード写真まで幅広く活躍した。

## 経歴
- 京都府亀岡市に生まれる。同志社大学中退。写真は独学で学ぶ。
- 写真雑誌（アサヒカメラなど）の投稿で活躍。
- 1935 年、フリーの写真家として活動開始。
- 1942年から1945年にかけて、海軍特別報道班員。
- 1943年に、その活動をまとめた写真集「海軍兵学校」（番町書房）を刊行し、大ヒット。
- 戦後は、ヌード写真の分野で活躍。
- 写真集多数、技法書の執筆も多い

## 真継に関する展覧会
JCIIフォトサロンにおいて何回か開催されている。以下、「写真集、著書など」を参照。

## 写真集、著書など
- アマチュア写真の修整（光大社、1932年）
- 芸術写真作画の実際（玄光社、1933年）
- アマチュア人物写真入門（光大社、1933年）
- 風景写真の写し方（玄光社、1935年）
- 人物写真の狙い方･写し方（玄光社、1937年、写真技法大講座3）
- ライカ撮影全集（玄光社、1938年）
- トリミング実習帳（アルス、1939年、アルス写真文庫2）
- 撮影・作画の第一歩（アルス、1939年、アルス写真文庫6）
- 夏の写真の写し方（玄光社、1941年、玄光社写真全書2）
- 報道写真への道（玄光社、1942年）
- 写真集「海軍兵学校」（番町書房、1943年、改訂版1944年）
- 美の生態（大泉書店、1948年）
- 美の生態 : 真継不二夫写真画集 no.2（双藝社、1950年）
- 構図とトリミング（アルス、1950年、アルス写真文庫）
- 真継不二夫写真全書 第1 (撮影の基礎)（大泉書店 、956年）
- 真継不二夫写真全書 第2 (撮影の実技)（大泉書店、1957年）
- 真継不二夫写真全書 第3 (現像・引伸・カラー)（大泉書店、1959年）
- カメラ　日本の旅（大泉書店、1961年）
- カメラ・ガイド（大泉書店、1962年）
- 学徒出陣 : 海軍予備学生の記録 真継不二夫写真集（朝日新聞社、1966年）
- 海兵団 : 帝国海軍水兵の記録 真継不二夫写真集（朝日新聞社、1967年）
- ああ江田島海軍兵学校 : 真継不二夫写真集（大泉書店、1964年）
- 海軍兵学校 : 江田島健児の記録 真継不二夫写真集（朝日新聞社、1970年）
- 海軍特別攻撃隊の遺書　2060余名の特攻隊員の人間記録（真継不二夫･編、KKベストセラーズ、1971年、1994年に再刊）
- 写真入門 : 写る写真から写す写真へ!（産学社、1972年）
- 真継不二夫作品展　海軍兵学校（JCIIフォトサロン、1997年、JCII photo salon library:72）
- 真継不二夫作品展　海軍予備学生（JCIIフォトサロン、1998年、JCII photo salon library:84）
- 真継不二夫作品展 : 海兵団（JCIIフォトサロン 1999年、JCII Photo Salon library ; 96）
- 続・海軍兵学校 : 真継不二夫作品展（JCIIフォトサロン 2001年、JCII photo salon library ; 120）